# Stadion Metalac
Le stade Metalac (en serbe cyrillique : Стадион Металац, et en serbe latin : Stadion Metalac), est un stade de football situé à Gornji Milanovac, en Serbie. Il a une capacité de 4 400 places. Il accueille l'équipe du FK Metalac Gornji Milanovac, qui est également le propriétaire du stade.

## Histoire
Le stade est démoli puis reconstruit en 2011-2012, pour un coût avoisinant les 3 millions d'euros.